# Ultrastar
UltraStar – gra komputerowa karaoke, podobna do serii gier SingStar na konsolę PlayStation 2. Autorem gry jest Polak – Patryk Cebula. Gra jest obecnie produkowana i wydawana przez Loud Arts wspólnie z firmą STERGAMES na licencji freeware. W przeszłości gra była wydawana na licencji GNU General Public License, jednak licencja została zmieniona w celu zapewnienia bezpieczeństwa komunikacji między grą a serwerem.
Program posiada bibliotekę piosenek. Podczas gdy na ekranie pokazywany jest tekst piosenki (z grafiką lub teledyskiem w tle), zadaniem użytkownika jest śpiewanie do mikrofonu, przyłączonego do komputera. Program analizuje głos gracza i wyświetla w czasie rzeczywistym ogólną ocenę jakości śpiewu oraz wskazuje miejsca, w których użytkownik robi błędy.
Obecnie jest dostępna wersja na komputery klasy PC oraz Mac. Wymaga 32-bitowego systemu Microsoft Windows 95, 98, 2000, NT, Me, XP, Vista oraz nowszego lub Linux i Mac OS X. Do gry można dodawać nowe utwory.
Pierwsza wersja programu UltraStar powstała w czerwcu 2004 roku.

## Lista utworów
Gra posiada wbudowaną bibliotekę piosenek dostępnych po zalogowaniu się w grze. Gracz po wejściu do sklepu w grze może przeglądać listę dostępnych piosenek i pobrać bezpłatne utwory lub zakupić punkty i uzyskać dostęp do płatnych utworów z teledyskami. Lista płatnych piosenek nie jest jeszcze znana.
| L.p. | Wykonawca            | Tytuł piosenki | Język     | Wszystkie kraje | Data dodania |
| ---- | -------------------- | -------------- | --------- | --------------- | ------------ |
| 1    | Nine Inch Nails      | Discipline     | Angielski | T               | 24.02.2010   |
| 2    | Dead Smiling Pirates | I 18           | Angielski | T               | 24.02.2010   |
| 3    | Antarhes             | Different Way  | Angielski | T               | 24.02.2010   |
| 4    | Viola                | Cute Destroyer | Angielski | T               | 24.02.2010   |
| 5    | Magdalen Graal       | Behind You     | Angielski | T               | 24.02.2010   |
| 6    | Hungry Lucy          | Just Imagine   | Angielski | T               | 11.05.2012   |
| 7    | Hungry Lucy          | Balloon Girl   | Angielski | T               | 11.05.2012   |
| 8    | Tanya T6             | Fly Away       | Angielski | T               | 11.05.2012   |
| 9    | Josh Woodward        | Heritage Place | Angielski | T               | 11.05.2012   |
| 10   | Josh Woodward        | Go             | Angielski | T               | 11.05.2012   |